# Amathia distans
Amathia distans is een mosdiertjessoort uit de familie van de Vesiculariidae. De wetenschappelijke naam van de soort is voor het eerst geldig gepubliceerd in 1886 door Busk.